# Auletobius egorovi
Auletobius (Auletobius) egorovi – gatunek chrząszcza z rodziny tutkarzowatych i podrodziny Rhynchitinae.
Gatunek ten został opisany w 2006 roku przez A. A. Legalova. Wraz z A. calvus, A. fumigatus i A. irkutensis należy do grupy gatunków A. calvus.
Chrząszcz o ciele długości od 1,6 do 2,1 mm, ubarwionym czarnobrązowo lub czarno, jasno i gęsto oszczeconym. Żółtą barwę mają uda, golenie, przednie biodra oraz sześć początkowych członów biczyka czułków, brązową zaś przednie stopy. Głowa na przedzie wypukła i gęsto punktowana. Ryjek bez połysku, z rzadka punktowany, u samicy dłuższy niż u samca; czułki osadzone są u jego podstawy. Przedplecze prawie tak długie jak szerokie. Owalne pokrywy są gęsto punktowane.
Owad znany wyłącznie z rosyjskiego Kraju Nadmorskiego i północnokoreańskiej prowincji P'yŏngan Północny.